# Glenochrysa tillyardi
Glenochrysa tillyardi is een insect uit de familie van de gaasvliegen (Chrysopidae), die tot de orde netvleugeligen (Neuroptera) behoort. 
Glenochrysa tillyardi is voor het eerst wetenschappelijk beschreven door New in 1980.